# Восточномексиканский скунс
Восточномексиканский скунс, или белоносый скунс (лат. Conepatus leuconotus) — хищное млекопитающее семейства скунсовых.
Страны проживания: Сальвадор, Гватемала, Гондурас, Мексика, Никарагуа, США. Обитает в самых разнообразных местах обитания, в числе которых леса, луга, пустыни, скалистые каньоны в горных районах. Вид явно отсутствует в жаркой пустыне и тропических влажных вечнозелёных лесах. Ведёт ночной образ жизни. Норы строит в трещинах скал, пещерах, шахтах или под зданиями. Питается преимущественно насекомыми, особенно в личиночной стадии. Также ест других беспозвоночных, рептилий, мелких млекопитающих и некоторую растительность (фрукты, и т. д.). Раскапывает землю длинными когтями, а мордой переворачивает камни и брёвна.